# De rode beuk

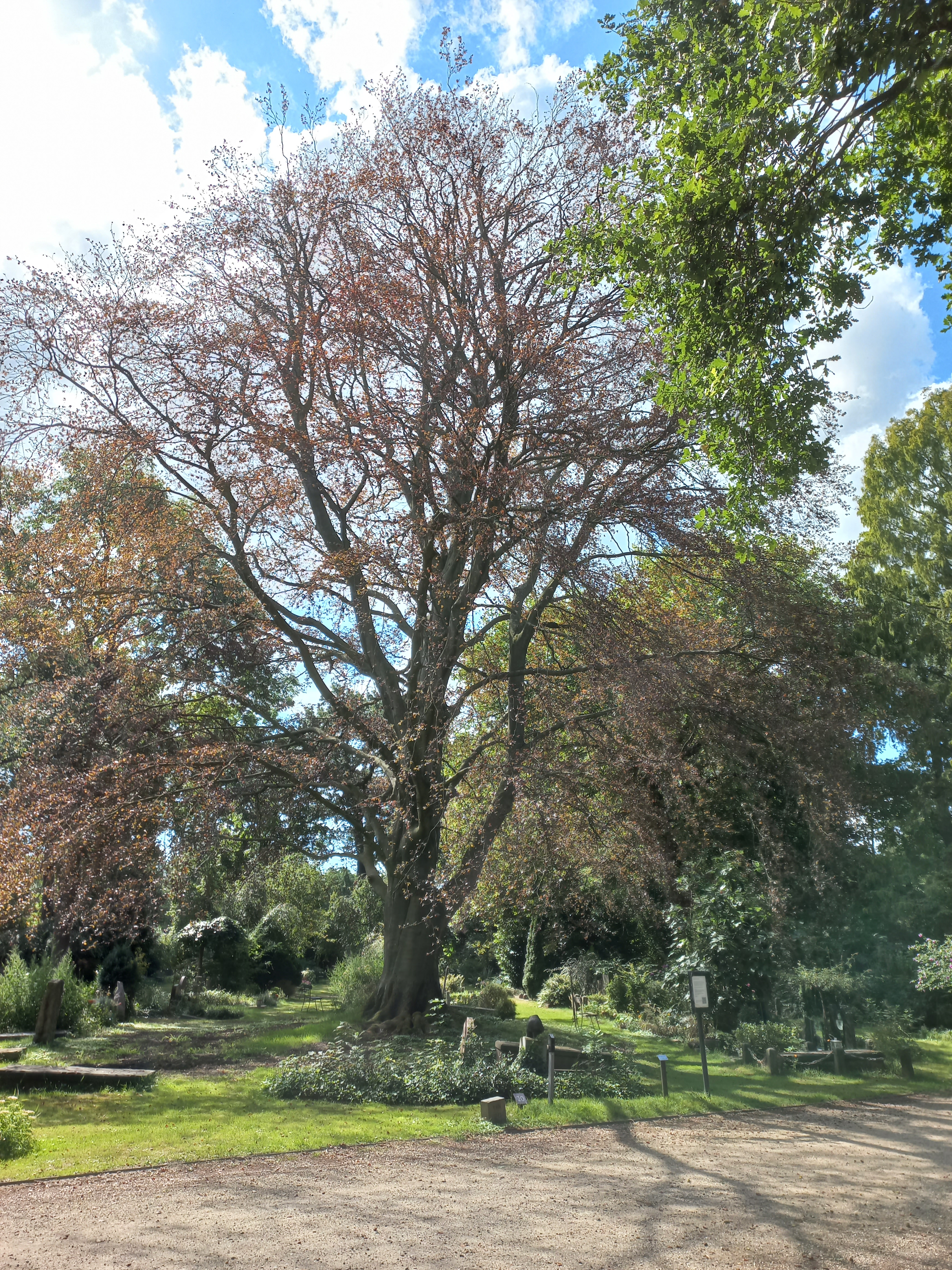
De rode beuk in augustus 2022.

De rode beuk was de benaming voor een monumentale beuk op de Nederlandse begraafplaats De Nieuwe Ooster in Amsterdam-Oost (vak 20). Hij werd geplant in 1892 en deels gekapt op 22 februari 2024. De zeven meter hoge stam bleef vooralsnog behouden. De boom was bij bezoekers van de begraafplaats zeer geliefd en vooraf aan de kap werd ter ere van de boom een herdenkingsdienst gehouden, waarbij 170 mensen aanwezig waren en een voor de beuk gecomponeerde muzikale ode werd uitgevoerd.
De 24 meter hoge boom was in wezen een bruine beuk (Fagus sylvatica Atropunicea), maar rode beuk genoemd, die geplaatst werd tijdens de aanleg van de begraafplaats naar ontwerp van tuinarchitect Leonard Springer. De rode beuk, een van de zes zogenaamde Springerbomen, stond hier sinds 1892, terwijl de officiële opening van de begraafplaats “pas” in 1894 plaatsvond. De boom overleefde alle stormen, alsook de houtroof tijdens de Duitse bezetting in de Tweede Wereldoorlog. 
In 1967 bereikte de boom de status van monumentale boom (ouder dan 75 jaar), uitgaande van de datum van plaatsing; geschat wordt echter dat de boom toen al tien of twintig jaar oud was. In de nazomer van 2019 werd duidelijk dat de boom was aangetast door de reuzenzwam. Deze tastte de boom aan, beginnend onder de grond bij een of meer beschadigde wortels. Men zag langere tijd niets aan de boom, maar in genoemd jaar was de aantasting ook boven de grond zichtbaar. De begraafplaats deed er van alles aan om het leven in de boom zolang mogelijk in stand te houden. Een optie om de boom te redden bleek te rigoureus; het zou via een hoogwerker moeten gebeuren (uitgraven, grond afvoeren, nieuwe grond aanvoeren, zwam verwijderen, wortels schoonmaken en de boom terugplaatsen) waarbij de kans groot was dat graven beschadigd zouden raken. 
De begraafplaats bedacht in 2019 een andere actie. Voorbijgangers werden opgeroepen de boom daar waar mogelijk te ondersteunen middels het sturen van een e-mail naar een voor de boom aangemaakt e-mailadres. Tot de kap ontving de beuk 167 e-mails. De boom kreeg net als noemenswaardige graven ook een eigen infobord met QR-code.
De beuk was sinds 18 maart 1994 als monumentale boom geregistreerd onder nummer 1688452 in het Landelijk Register van Monumentale Bomen van de Bomenstichting. Bij de onderhoudsdienst van de gemeente Amsterdam stond hij bekend als boomnummer 604386.